# Clasificación para el Campeonato Asiático de Futsal 2012
La Clasificación para el Campeonato Asiático de Futsal 2012 se jugó entre 2011 y 2012 en 4 zonas geográficas de Asia para definir a 12 clasificados a la fase final del torneo a celebrarse en los Emiratos Árabes Unidos. Los tres primeros lugares de la edición anterior más el anfitrión (Emiratos Árabes Unidos) clasificaron directamente a la fase final.

## ASEAN
Los partidos se jugaron en Tailandia.

### Fase de grupos

#### Group A
| País      | G | E | P | GF | GC | Pts |
| --------- | - | - | - | -- | -- | --- |
| Tailandia | 3 | 0 | 0 | 35 | 4  | 9   |
| Indonesia | 2 | 0 | 1 | 20 | 7  | 6   |
| Filipinas | 1 | 0 | 2 | 4  | 30 | 3   |
| Birmania  | 0 | 0 | 3 | 3  | 21 | 0   |

| 21 de febrero de 2012 | Indonesia | 12 – 0 | Filipinas | Krungthep Thonburi Indoor Stadium, Bangkok             |                                                        |
|                       | Silitonga 6' 34' · Bachri 10' · Hafid 12' 24' · Wardhana 17' · Handoyo 26' · Saptaji 28' 37' 39' 40' · Tamimy 31' | [http://www.the-afc.com/en/component/joomleague/?view=report&compID=425&matchId=4263 (enlace roto disponible en Internet Archive; véase el historial, la primera versión y la última). Reporte] |           | Asistencia: 500 espectadores Árbitro(s): Vadim Baratov | Asistencia: 500 espectadores Árbitro(s): Vadim Baratov |

| 21 de febrero de 2012 | Tailandia | 13 – 0 | Birmania | Krungthep Thonburi Indoor Stadium, Bangkok                        |                                                                   |
|                       | Chalaemkhet 3' 29' · Madyalan 8' 33' · Thueanklang 9' 25' 30' 36' · Wongkaeo 9' 17' 26' · Sornwichian 17' 37' | [http://www.the-afc.com/en/component/joomleague/?view=report&compID=425&matchId=4264 (enlace roto disponible en Internet Archive; véase el historial, la primera versión y la última). Reporte] |          | Asistencia: 1,200 espectadores Árbitro(s): Abdulrahman Abdulqader | Asistencia: 1,200 espectadores Árbitro(s): Abdulrahman Abdulqader |

| 22 de febrero de 2012 | Birmania                          | 2 – 6 | Indonesia                                                   | Krungthep Thonburi Indoor Stadium, Bangkok               |                                                          |
|                       | Aung Aung 3' · Than Wunna Aung 5' | [http://www.the-afc.com/en/component/joomleague/?view=report&compID=425&matchId=4262 (enlace roto disponible en Internet Archive; véase el historial, la primera versión y la última). Reporte] | Gempur 7' 33' · Wardhana 8' · Arochman 23' 40' · Tamimy 37' | Asistencia: 450 espectadores Árbitro(s): Tomohiro Kozaki | Asistencia: 450 espectadores Árbitro(s): Tomohiro Kozaki |

| 22 de febrero de 2012 | Filipinas                | 2 – 17 | Tailandia | Krungthep Thonburi Indoor Stadium, Bangkok                  |                                                             |
|                       | Mallari 5' · Zerrudo 27' | [http://www.the-afc.com/en/component/joomleague/?view=report&compID=425&matchId=4261 (enlace roto disponible en Internet Archive; véase el historial, la primera versión y la última). Reporte] | Madyalan 7' 16' · Chudech 9' 16' 36' · Wongkaeo 11' 19' 28' 29' · Thueanklang 13' 14' 26' · Chaemcharoen 15' 31' · Ratana 33' | Asistencia: 1,500 espectadores Árbitro(s): Husein Khalaileh | Asistencia: 1,500 espectadores Árbitro(s): Husein Khalaileh |

| 23 de febrero de 2012 | Filipinas                | 2 – 1 | Birmania         | Kiraves Indoor Stadium, Bangkok                                 |                                                                 |
|                       | Mallari 21' · Ravelo 31' | [http://www.the-afc.com/en/component/joomleague/?view=report&compID=425&matchId=4259 (enlace roto disponible en Internet Archive; véase el historial, la primera versión y la última). Reporte] | Tin Win Ko Ko 6' | Asistencia: 100 espectadores Árbitro(s): Abdulrahman Abdulqader | Asistencia: 100 espectadores Árbitro(s): Abdulrahman Abdulqader |

| 23 de febrero de 2012 | Tailandia                                                         | 5 – 2 | Indonesia                 | Krungthep Thonburi Indoor Stadium, Bangkok               |                                                          |
|                       | Penpakul 4' · Thueanklang 11' · Chudech 19' 31' · Sornwichian 36' | [http://www.the-afc.com/en/component/joomleague/?view=report&compID=425&matchId=4260 (enlace roto disponible en Internet Archive; véase el historial, la primera versión y la última). Reporte] | Tamimy 2' · Silitonga 33' | Asistencia: 1,000 espectadores Árbitro(s): Vadim Baratov | Asistencia: 1,000 espectadores Árbitro(s): Vadim Baratov |

#### Grupo B
| País      | G | E | P | GF | GC | Pts |
| --------- | - | - | - | -- | -- | --- |
| Vietnam   | 2 | 1 | 0 | 13 | 3  | 7   |
| Australia | 1 | 2 | 0 | 21 | 6  | 5   |
| Malasia   | 1 | 1 | 1 | 18 | 11 | 4   |
| Camboya   | 0 | 0 | 3 | 4  | 36 | 0   |

| 21 de febrero de 2012 | Australia | 15 – 0 | Camboya | Krungthep Thonburi Indoor Stadium, Bangkok             |                                                        |
|                       | Adeli 3' 28' 36' 39' 40' · Basger 6' 23' · Giovenali 17' 23' · Zeballos 19' · Gómez 24' · Ngaluafe 27' 30' 38' · G. Cattanach 39' | [http://www.the-afc.com/en/component/joomleague/?view=report&compID=425&matchId=4258 (enlace roto disponible en Internet Archive; véase el historial, la primera versión y la última). Reporte] |         | Asistencia: 1,000 espectadores Árbitro(s): Zhang Youze | Asistencia: 1,000 espectadores Árbitro(s): Zhang Youze |

| 21 de febrero de 2012 | Vietnam                                                              | 4 – 0 | Malasia | Krungthep Thonburi Indoor Stadium, Bangkok             |                                                        |
|                       | Lưu Quỳnh Toàn 32' · Nguyễn Trọng Thiện 35' 38' · Đặng Phước Anh 39' | [http://www.the-afc.com/en/component/joomleague/?view=report&compID=425&matchId=4257 (enlace roto disponible en Internet Archive; véase el historial, la primera versión y la última). Reporte] |         | Asistencia: 500 espectadores Árbitro(s): Kim Jang-kwan | Asistencia: 500 espectadores Árbitro(s): Kim Jang-kwan |

| 22 de febrero de 2012 | Malasia                                         | 4 – 4 | Australia                                           | Krungthep Thonburi Indoor Stadium, Bangkok                      |                                                                 |
|                       | Kadir 11' · Alwee 21' · Zahari 38' · Hadzir 40' | [http://www.the-afc.com/en/component/joomleague/?view=report&compID=425&matchId=4255 (enlace roto disponible en Internet Archive; véase el historial, la primera versión y la última). Reporte] | Adeli 1' · Wright 1' · Ngaluafe 20' · Giovenali 35' | Asistencia: 350 espectadores Árbitro(s): Naoki Miyatani (Japan) | Asistencia: 350 espectadores Árbitro(s): Naoki Miyatani (Japan) |

| 22 de febrero de 2012 | Camboya         | 1 – 7 | Vietnam                                                                                           | Krungthep Thonburi Indoor Stadium, Bangkok          |                                                     |
|                       | Phang Sunly 28' | [http://www.the-afc.com/en/component/joomleague/?view=report&compID=425&matchId=4256 (enlace roto disponible en Internet Archive; véase el historial, la primera versión y la última). Reporte] | Huỳnh Bá Tuấn 10' 18' · Nguyễn Trọng Thiện 12' · Nguyễn Bảo Quân 20' 35' · Lưu Quỳnh Toàn 33' 40' | Asistencia: 400 espectadores Árbitro(s): Jasim Eidi | Asistencia: 400 espectadores Árbitro(s): Jasim Eidi |

| 23 de febrero de 2012 | Australia                                  | 2 – 2 | Vietnam                                     | Kiraves Indoor Stadium, Bangkok                        |                                                        |
|                       | Phung Trong Luan 13' (a.g.) · Zeballos 32' | [http://www.the-afc.com/en/component/joomleague/?view=report&compID=425&matchId=4254 (enlace roto disponible en Internet Archive; véase el historial, la primera versión y la última). Reporte] | Lưu Quỳnh Toàn 24' · Nguyễn Trọng Thiện 36' | Asistencia: 300 espectadores Árbitro(s): Kim Jang-kwan | Asistencia: 300 espectadores Árbitro(s): Kim Jang-kwan |

| 23 de febrero de 2012 | Malasia                                                                                               | 14 – 3 | Camboya                          | Krungthep Thonburi Indoor Stadium, Bangkok             |                                                        |
|                       | Fariq 8' 31' · Harif 13' 26' · Bonyamin 16' 20' · Haris 22' 30' 38' 39' · Kadir 25' 40' · Mohamad 39' | [http://www.the-afc.com/en/component/joomleague/?view=report&compID=425&matchId=4253 (enlace roto disponible en Internet Archive; véase el historial, la primera versión y la última). Reporte] | Haris 21' (a.g.) · Ouk Rasin 36' | Asistencia: 150 espectadores Árbitro(s): Nurdin Bukuev | Asistencia: 150 espectadores Árbitro(s): Nurdin Bukuev |

### Fase final
Los finalistas y el tercer lugar clasifican al torneo continental.

#### Semifinales
| 25 de febrero de 2012 | Tailandia                                                                                | 7 – 0 | Australia | Krungthep Thonburi Indoor Stadium, Bangkok               |                                                          |
|                       | Thueanklang 4' 37' 40' · Chalaemkhet 9' · Madyalan 20' · Chaemcharoen 27' · Wongkaeo 40' | [http://www.the-afc.com/en/component/joomleague/?view=report&compID=425&matchId=4725 (enlace roto disponible en Internet Archive; véase el historial, la primera versión y la última). Reporte] |           | Asistencia: 3,000 espectadores Árbitro(s): Nurdin Bukuev | Asistencia: 3,000 espectadores Árbitro(s): Nurdin Bukuev |

| 25 de febrero de 2012 | Vietnam            | 1 – 2 (t. s.) | Indonesia                  | Krungthep Thonburi Indoor Stadium, Bangkok             |                                                        |
|                       | Lưu Quỳnh Toàn 47' | [http://www.the-afc.com/en/component/joomleague/?view=report&compID=425&matchId=4724 (enlace roto disponible en Internet Archive; véase el historial, la primera versión y la última). Reporte] | Tamimy 44' · Silitonga 47' | Asistencia: 500 espectadores Árbitro(s): Vadim Baratov | Asistencia: 500 espectadores Árbitro(s): Vadim Baratov |

#### Tercer lugar
| 26 de febrero de 2012 | Australia                                    | 4 – 3 | Vietnam                                         | Krungthep Thonburi Indoor Stadium, Bangkok               |                                                          |
|                       | Ngaluafe 21' 23' · Seeto 30' · Giovenali 35' | [http://www.the-afc.com/en/component/joomleague/?view=report&compID=425&matchId=4723 (enlace roto disponible en Internet Archive; véase el historial, la primera versión y la última). Reporte] | Nguyễn Trọng Thiện 36' · Lưu Quỳnh Toàn 37' 38' | Asistencia: 1,500 espectadores Árbitro(s): Kim Jang-kwan | Asistencia: 1,500 espectadores Árbitro(s): Kim Jang-kwan |

#### Final
| 26 de febrero de 2012 | Tailandia                                    | 3 – 1 | Indonesia    | Krungthep Thonburi Indoor Stadium, Bangkok               |                                                          |
|                       | Thueanklang 6' · Chomboon 32' · Wongkaeo 39' | [http://www.the-afc.com/en/component/joomleague/?view=report&compID=425&matchId=4722 (enlace roto disponible en Internet Archive; véase el historial, la primera versión y la última). Reporte] | Wardhana 22' | Asistencia: 5,000 espectadores Árbitro(s): Vadim Baratov | Asistencia: 5,000 espectadores Árbitro(s): Vadim Baratov |

## Este
Los partidos se jugaron en Malasia.

### Fase de grupos

#### Grupo A
| País          | G | E | P | GF | GC | Pts |
| ------------- | - | - | - | -- | -- | --- |
| Corea del Sur | 2 | 0 | 0 | 12 | 1  | 6   |
| Hong Kong     | 1 | 0 | 1 | 3  | 7  | 3   |
| Mongolia      | 0 | 0 | 2 | 1  | 8  | 0   |

| 13 de noviembre de 2011 | Corea del Sur                                                | 5 – 1 | Mongolia     | Cheras Indoor Stadium, Cheras                            |                                                          |
|                         | Shin Jong-hoon 3' 25' 38' · Seok Dae-sung 14' · Hwang Un 39' | [http://www.the-afc.com/en/component/joomleague/?view=report&compID=425&matchId=4252 (enlace roto disponible en Internet Archive; véase el historial, la primera versión y la última). Reporte] | Tsatsral 28' | Asistencia: 56 espectadores Árbitro(s): Trương Quốc Dũng | Asistencia: 56 espectadores Árbitro(s): Trương Quốc Dũng |

| 14 de noviembre de 2011 | Mongolia | 0 – 3 | Hong Kong                                                | Cheras Indoor Stadium, Cheras                          |                                                        |
|                         |          | [http://www.the-afc.com/en/component/joomleague/?view=report&compID=425&matchId=4251 (enlace roto disponible en Internet Archive; véase el historial, la primera versión y la última). Reporte] | Yip Tsz Chun 4' · Wong Chun Lam 24' · Chu Kwok Leung 38' | Asistencia: 70 espectadores Árbitro(s): Zulkifli Ahmad | Asistencia: 70 espectadores Árbitro(s): Zulkifli Ahmad |

| 15 de noviembre de 2011 | Hong Kong | 0 – 7 | Corea del Sur                                                                           | Cheras Indoor Stadium, Cheras                             |                                                           |
|                         |           | [http://www.the-afc.com/en/component/joomleague/?view=report&compID=425&matchId=4250 (enlace roto disponible en Internet Archive; véase el historial, la primera versión y la última). Reporte] | Shin Jong-hoon 2' 6' 39' · Oh Hyun-jong 6' 31' · Seok Dae-sung 10' · Jeong Eui-hyun 14' | Asistencia: 55 espectadores Árbitro(s): Yasukazu Nobumoto | Asistencia: 55 espectadores Árbitro(s): Yasukazu Nobumoto |

#### Grupo B
| País         | G | E | P | GF | GC | Pts |
| ------------ | - | - | - | -- | -- | --- |
| China        | 2 | 0 | 0 | 15 | 1  | 6   |
| China Taipéi | 1 | 0 | 1 | 12 | 7  | 3   |
| Macao        | 0 | 0 | 2 | 2  | 21 | 0   |

| 13 de noviembre de 2011 | China                                                                                            | 9 – 1 | Macao      | Cheras Indoor Stadium, Cheras                              |                                                            |
|                         | Zhang Xi 3' · Feng Wei 5' 14' 40' · Cong Lin 9' 19' · Zhao Liang 26' · Deng Tao 27' · Hu Jie 35' | [http://www.the-afc.com/en/component/joomleague/?view=report&compID=425&matchId=4249 (enlace roto disponible en Internet Archive; véase el historial, la primera versión y la última). Reporte] | Cheung 38' | Asistencia: 75 espectadores Árbitro(s): Christopher Colley | Asistencia: 75 espectadores Árbitro(s): Christopher Colley |

| 14 de noviembre de 2011 | Macao              | 1 – 12 | China Taipéi | Cheras Indoor Stadium, Cheras                                  |                                                                |
|                         | Leong Chong In 40' | [http://www.the-afc.com/en/component/joomleague/?view=report&compID=425&matchId=4248 (enlace roto disponible en Internet Archive; véase el historial, la primera versión y la última). Reporte] | Lo Chih-en 5' 14' 17' 28' · Lo Chih-an 15' · Hsieh Meng-husan 15' · Weng Wei-pin 23' · Chen Po-hao 24' 27' 39' · Shih Shin-an 37' | Asistencia: 45 espectadores Árbitro(s): Abdulrahman Abdulqader | Asistencia: 45 espectadores Árbitro(s): Abdulrahman Abdulqader |

| 15 de noviembre de 2011 | China Taipéi | 0 – 6 | China                                                           | Cheras Indoor Stadium, Cheras                                  |                                                                |
|                         |              | [http://www.the-afc.com/en/component/joomleague/?view=report&compID=425&matchId=4247 (enlace roto disponible en Internet Archive; véase el historial, la primera versión y la última). Reporte] | Feng Wei 3' · Zhao Liang 8' · Deng Tao 12' 26' · Hu Jie 16' 28' | Asistencia: 75 espectadores Árbitro(s): Abdulrahman Abdulqader | Asistencia: 75 espectadores Árbitro(s): Abdulrahman Abdulqader |

### Fase final
Los finalistas y el tercer lugar clasifican all torneo continental.

#### Semifinales
| 17 de noviembre de 2011 | Corea del Sur                                                                                        | 7 – 3 | China Taipéi                                              | Cheras Indoor Stadium, Cheras                      |                                                    |
|                         | Jeong Eui-hyun 16' · Shin Jong-hoon 17' 19' 29' · Kim Sun-ho 24' · Jang Ming-yu 33' · Ha Jin-won 35' | [http://www.the-afc.com/en/component/joomleague/?view=report&compID=425&matchId=4348 (enlace roto disponible en Internet Archive; véase el historial, la primera versión y la última). Reporte] | Lo Chih-en 16' · Weng Wei-pin 38' · Huang Cheng-tsung 40' | Asistencia: 40 espectadores Árbitro(s): Rey Ritaga | Asistencia: 40 espectadores Árbitro(s): Rey Ritaga |

| 17 de noviembre de 2011 | China                                                                                              | 8 – 1 | Hong Kong        | Cheras Indoor Stadium, Cheras                              |                                                            |
|                         | Wang Wei 8' · Huang He 13' · Cong Lin 14' 25' · Liang Shuang 19' 28' · Deng Tao 23' · Zhang Xi 30' | [http://www.the-afc.com/en/component/joomleague/?view=report&compID=425&matchId=4347 (enlace roto disponible en Internet Archive; véase el historial, la primera versión y la última). Reporte] | Yip Tsz Chun 39' | Asistencia: 45 espectadores Árbitro(s): Christopher Colley | Asistencia: 45 espectadores Árbitro(s): Christopher Colley |

#### Tercer lugar
| 18 de noviembre de 2011 | China Taipéi                                                | 5 – 4 (t. s.) | Hong Kong                                                                | Cheras Indoor Stadium, Cheras                             |                                                           |
|                         | Lo Chih-an 6' 43' · Liu Chi-chao 22' 38' · Weng Wei-pin 49' | [http://www.the-afc.com/en/component/joomleague/?view=report&compID=425&matchId=4350 (enlace roto disponible en Internet Archive; véase el historial, la primera versión y la última). Reporte] | Chow Ka Wa 8' · Yip Tsz Chun 26' · Lau Ka Shing 27' · Chu Kwok Leung 47' | Asistencia: 40 espectadores Árbitro(s): Yasukazu Nobumoto | Asistencia: 40 espectadores Árbitro(s): Yasukazu Nobumoto |

#### Final
| 18 de noviembre de 2011 | Corea del Sur                                        | 3 – 5 (t. s.) | China                                                    | Cheras Indoor Stadium, Cheras                            |                                                          |
|                         | Shin Jong-hoon 3' · Kim Sun-ho 4' · Oh Hyun-jong 32' | [http://www.the-afc.com/en/component/joomleague/?view=report&compID=425&matchId=4349 (enlace roto disponible en Internet Archive; véase el historial, la primera versión y la última). Reporte] | Liang Shuang 24' · Zhang Xi 35' 36' 49' · Zhao Liang 41' | Asistencia: 45 espectadores Árbitro(s): Trương Quốc Dũng | Asistencia: 45 espectadores Árbitro(s): Trương Quốc Dũng |

## Sur y Centro
Originalmente los partidos se iban a jugar en Turkmenistán del 25 al 27 de noviembre de 2011,  pero Maldivas abandonó el torneo, por lo que el comité de fútbol sala de la Confederación Asiática de Fútbol decidió que Kirguistán, Tayikistán y Turkmenistán clasificaron automáticamente al torneo continental.

## Oeste
Los partidos se jugaron en Kuwait.

### Fase de grupos

#### Grupo A
| País           | G | E | P | GF | GC | Pts |
| -------------- | - | - | - | -- | -- | --- |
| Catar          | 4 | 0 | 0 | 32 | 9  | 12  |
| Kuwait         | 2 | 1 | 1 | 14 | 8  | 7   |
| Arabia Saudita | 2 | 0 | 2 | 27 | 14 | 6   |
| Siria          | 1 | 1 | 2 | 25 | 19 | 4   |
| Palestina      | 0 | 0 | 4 | 7  | 55 | 0   |

| 9 de diciembre de 2011 | Catar                                                      | 6 – 2 | Siria                          | Al-Qadsia SC Futsal Stadium, Kuwait City            |                                                     |
|                        | Bilal 2' · Rodriguinho 16' 32' 39' · Yousuf 29' · Raja 34' | [http://www.the-afc.com/en/component/joomleague/?view=report&compID=425&matchId=4275 (enlace roto disponible en Internet Archive; véase el historial, la primera versión y la última). Reporte] | Al-Najjar 29' · Estanbolli 33' | Asistencia: 200 espectadores Árbitro(s): Rey Ritaga | Asistencia: 200 espectadores Árbitro(s): Rey Ritaga |

| 9 de diciembre de 2011 | Kuwait                                    | 3 – 1 | Arabia Saudita   | Al-Qadsia SC Futsal Stadium, Kuwait City              |                                                       |
|                        | Al-Taweel 27' · Al-Mesned 28' · Hayat 31' | [http://www.the-afc.com/en/component/joomleague/?view=report&compID=425&matchId=4276 (enlace roto disponible en Internet Archive; véase el historial, la primera versión y la última). Reporte] | A. Al-Dosari 39' | Asistencia: 500 espectadores Árbitro(s): Scott Kidson | Asistencia: 500 espectadores Árbitro(s): Scott Kidson |

| 10 de diciembre de 2011 | Arabia Saudita | 16 – 1 | Palestina    | Al-Qadsia SC Futsal Stadium, Kuwait City                  |                                                           |
|                         | Al-Owaifi 3' · Al-Alouni 5' 27' 38' · Al-Shehri 13' · Al-Malki 19' 20' · A. Al-Dosari 23' 25' 38' · Krinshi 29' 32' · Al-Ghanmi 31' · Al-Mujari 38' 39' | [http://www.the-afc.com/en/component/joomleague/?view=report&compID=425&matchId=4277 (enlace roto disponible en Internet Archive; véase el historial, la primera versión y la última). Reporte] | Al-Osman 10' | Asistencia: 50 espectadores Árbitro(s): Mohammed Al-Shidi | Asistencia: 50 espectadores Árbitro(s): Mohammed Al-Shidi |

| 10 de diciembre de 2011 | Siria                                       | 4 – 4 | Kuwait                                       | Al-Qadsia SC Futsal Stadium, Kuwait City                   |                                                            |
|                         | Dali 22' 40' · Estanbolli 35' · Faowall 39' | [http://www.the-afc.com/en/component/joomleague/?view=report&compID=425&matchId=4278 (enlace roto disponible en Internet Archive; véase el historial, la primera versión y la última). Reporte] | Aman 7' · Al-Taweel 10' · Al-Mekaimi 19' 36' | Asistencia: 600 espectadores Árbitro(s): Mahmoud Nassirloo | Asistencia: 600 espectadores Árbitro(s): Mahmoud Nassirloo |

| 11 de diciembre de 2011 | Palestina     | 1 – 18 | Catar | Al-Qadsia SC Futsal Stadium, Kuwait City                      |                                                               |
|                         | Al-Dakkak 16' | [http://www.the-afc.com/en/component/joomleague/?view=report&compID=425&matchId=4280 (enlace roto disponible en Internet Archive; véase el historial, la primera versión y la última). Reporte] | Rodriguinho 1' 2' 6' 11' 32' · Yousuf 2' 4' 31' · Mohssein 4' 5' · Obaid 7' · Diab 14' (a.g.) · Raja 16' 33' 34' 39' · Bilal 21' | Asistencia: 150 espectadores Árbitro(s): Samsudin Bin Ibrahim | Asistencia: 150 espectadores Árbitro(s): Samsudin Bin Ibrahim |

| 11 de diciembre de 2011 | Arabia Saudita                                                        | 5 – 4 | Siria                                         | Al-Qadsia SC Futsal Stadium, Kuwait City                    |                                                             |
|                         | Al-Khaibari 12' · A. Al-Dosari 14' · Al-Malki 19' 23' · Al-Alouni 39' | [http://www.the-afc.com/en/component/joomleague/?view=report&compID=425&matchId=4279 (enlace roto disponible en Internet Archive; véase el historial, la primera versión y la última). Reporte] | Al-Masalmeh 2' · Estanbolli 6' 8' · Alwan 30' | Asistencia: 150 espectadores Árbitro(s): Christopher Colley | Asistencia: 150 espectadores Árbitro(s): Christopher Colley |

| 12 de diciembre de 2011 | Catar                                                           | 6 – 5 | Arabia Saudita                                                               | Al-Qadsia SC Futsal Stadium, Kuwait City              |                                                       |
|                         | Bilal 13' · Rodriguinho 23' 35' · Mohssein 26' · Yousuf 32' 38' | [http://www.the-afc.com/en/component/joomleague/?view=report&compID=425&matchId=4274 (enlace roto disponible en Internet Archive; véase el historial, la primera versión y la última). Reporte] | Al-Alouni 12' 28' (pen.) · A. Al-Dosari 17' · Bin Ghadir 30' · Al-Owaifi 36' | Asistencia: 80 espectadores Árbitro(s): Nurdin Bukuev | Asistencia: 80 espectadores Árbitro(s): Nurdin Bukuev |

| 12 de diciembre de 2011 | Palestina       | 1 – 6 | Kuwait                                                                                     | Al-Qadsia SC Futsal Stadium, Kuwait City                |                                                         |
|                         | Abu-Sahioun 27' | [http://www.the-afc.com/en/component/joomleague/?view=report&compID=425&matchId=4273 (enlace roto disponible en Internet Archive; véase el historial, la primera versión y la última). Reporte] | Al-Mesned 8' · Al-Taweel 22' · Al-Mekaimi 23' · Al-Mosabehi 32' · Aman 34' · Al-Awadhi 38' | Asistencia: 250 espectadores Árbitro(s): Vahid Arzpeima | Asistencia: 250 espectadores Árbitro(s): Vahid Arzpeima |

| 13 de diciembre de 2011 | Siria                                                                                                | 15 – 4 | Palestina                                       | Al-Qadsia SC Futsal Stadium, Kuwait City                  |                                                           |
|                         | Faowall 12' 24' 34' 37' · Dali 17' 26' 29' 32' 38' · Al-Najjar 26' 28' · Al-Hantoush 28' 33' 35' 39' | [http://www.the-afc.com/en/component/joomleague/?view=report&compID=425&matchId=4272 (enlace roto disponible en Internet Archive; véase el historial, la primera versión y la última). Reporte] | Al-Osman 5' · Yassine 31' 38' · Abu-Sahioun 31' | Asistencia: 90 espectadores Árbitro(s): Yasukazu Nobumoto | Asistencia: 90 espectadores Árbitro(s): Yasukazu Nobumoto |

| 13 de diciembre de 2011 | Kuwait       | 1 – 2 | Catar                     | Al-Qadsia SC Futsal Stadium, Kuwait City              |                                                       |
|                         | Al-Taweel 8' | [http://www.the-afc.com/en/component/joomleague/?view=report&compID=425&matchId=4271 (enlace roto disponible en Internet Archive; véase el historial, la primera versión y la última). Reporte] | Raja 24' · Al-Eissaei 30' | Asistencia: 300 espectadores Árbitro(s): Scott Kidson | Asistencia: 300 espectadores Árbitro(s): Scott Kidson |

#### Grupo B
| País   | G | E | P | GF | GC | Pts |
| ------ | - | - | - | -- | -- | --- |
| Irak   | 2 | 1 | 0 | 10 | 4  | 7   |
| Líbano | 2 | 0 | 1 | 9  | 6  | 6   |
| UAE    | 1 | 0 | 2 | 6  | 9  | 3   |
| Baréin | 0 | 1 | 2 | 5  | 11 | 1   |

| 9 de diciembre de 2011 | Líbano                              | 3 – 1 | UAE      | Al-Arabi SC Futsal Stadium, Kuwait City                     |                                                             |
|                        | Takaji 6' · Zeitoun 8' · Serhan 23' | [http://www.the-afc.com/en/component/joomleague/?view=report&compID=425&matchId=4270 (enlace roto disponible en Internet Archive; véase el historial, la primera versión y la última). Reporte] | Omar 38' | Asistencia: 100 espectadores Árbitro(s): Christopher Colley | Asistencia: 100 espectadores Árbitro(s): Christopher Colley |

| 9 de diciembre de 2011 | Irak                    | 2 – 2 | Baréin                     | Al-Arabi SC Futsal Stadium, Kuwait City                   |                                                           |
|                        | Bachay 37' · Mohsin 37' | [http://www.the-afc.com/en/component/joomleague/?view=report&compID=425&matchId=4269 (enlace roto disponible en Internet Archive; véase el historial, la primera versión y la última). Reporte] | Abdulrazaq 25' · Radhi 33' | Asistencia: 50 espectadores Árbitro(s): Yasukazu Nobumoto | Asistencia: 50 espectadores Árbitro(s): Yasukazu Nobumoto |

| 10 de diciembre de 2011 | UAE         | 1 – 4 | Irak                                               | Al-Arabi SC Futsal Stadium, Kuwait City               |                                                       |
|                         | Ibrahim 10' | [http://www.the-afc.com/en/component/joomleague/?view=report&compID=425&matchId=4268 (enlace roto disponible en Internet Archive; véase el historial, la primera versión y la última). Reporte] | Bachay 12' · Khalid 16' · Abd-Ali 34' · Duraid 40' | Asistencia: 50 espectadores Árbitro(s): Nurdin Bukuev | Asistencia: 50 espectadores Árbitro(s): Nurdin Bukuev |

| 10 de diciembre de 2011 | Baréin   | 1 – 5 | Líbano                                                | Al-Arabi SC Futsal Stadium, Kuwait City                |                                                        |
|                         | Radhi 2' | [http://www.the-afc.com/en/component/joomleague/?view=report&compID=425&matchId=4267 (enlace roto disponible en Internet Archive; véase el historial, la primera versión y la última). Reporte] | Tneich 6' 34' · Kawsan 17' · Zeitoun 23' · Serhan 33' | Asistencia: 50 espectadores Árbitro(s): Vahid Arzpeima | Asistencia: 50 espectadores Árbitro(s): Vahid Arzpeima |

| 11 de diciembre de 2011 | Líbano    | 1 – 4 | Irak                                     | Al-Arabi SC Futsal Stadium, Kuwait City                   |                                                           |
|                         | Itani 19' | [http://www.the-afc.com/en/component/joomleague/?view=report&compID=425&matchId=4266 (enlace roto disponible en Internet Archive; véase el historial, la primera versión y la última). Reporte] | Khalid 5' 11' · Mohsin 24' · Abd-Ali 40' | Asistencia: 75 espectadores Árbitro(s): Mahmoud Nassirloo | Asistencia: 75 espectadores Árbitro(s): Mahmoud Nassirloo |

| 11 de diciembre de 2011 | Baréin                   | 2 – 4 | UAE                                      | Al-Arabi SC Futsal Stadium, Kuwait City                   |                                                           |
|                         | J. Saleh 10' · Yaber 21' | [http://www.the-afc.com/en/component/joomleague/?view=report&compID=425&matchId=4265 (enlace roto disponible en Internet Archive; véase el historial, la primera versión y la última). Reporte] | Mahmood 4' · Salmeen 24' 37' · Jamil 36' | Asistencia: 50 espectadores Árbitro(s): Yasukazu Nobumoto | Asistencia: 50 espectadores Árbitro(s): Yasukazu Nobumoto |

### Fase final
Los finalistas y el tercer lugar clasifican al torneo continental.

#### Semifinales
| 15 de diciembre de 2011 | Catar                                  | 5 – 2 (t. s.) | Líbano         | Al-Qadsia SC Futsal Stadium, Kuwait City               |                                                        |
|                         | Raja 16' · Rodriguinho 36' 45' 46' 47' | [http://www.the-afc.com/en/component/joomleague/?view=report&compID=425&matchId=4599 (enlace roto disponible en Internet Archive; véase el historial, la primera versión y la última). Reporte] | Tneich 25' 34' | Asistencia: 250 espectadores Árbitro(s): Nurdin Bukuev | Asistencia: 250 espectadores Árbitro(s): Nurdin Bukuev |

| 15 de diciembre de 2011 | Irak                                       | 1 – 1 (t. s.)(3 – 4 p.) | Kuwait                                                   | Al-Qadsia SC Futsal Stadium, Kuwait City                   |                                                            |
|                         | Khalid 39'                                 | [http://www.the-afc.com/en/component/joomleague/?view=report&compID=425&matchId=4598 (enlace roto disponible en Internet Archive; véase el historial, la primera versión y la última). Reporte] | Al-Mekaimi 25'                                           | Asistencia: 850 espectadores Árbitro(s): Mahmoud Nassirloo | Asistencia: 850 espectadores Árbitro(s): Mahmoud Nassirloo |
|                         |                                            | Tiros desde el punto penal |                                                          |                                                            |                                                            |
|                         | Abd-Ali · Mohsin · Jalal · Bachay · Khalid | | Al-Taweel · Al-Mosabehi · Al-Mekaimi · Al-Mesned · Hayat |                                                            |                                                            |

#### Tercer lugar
| 16 de diciembre de 2011 | Líbano     | 1 – 0 | Irak | Al-Qadsia SC Futsal Stadium, Kuwait City              |                                                       |
|                         | Takaji 24' | [http://www.the-afc.com/en/component/joomleague/?view=report&compID=425&matchId=4597 (enlace roto disponible en Internet Archive; véase el historial, la primera versión y la última). Reporte] |      | Asistencia: 200 espectadores Árbitro(s): Scott Kidson | Asistencia: 200 espectadores Árbitro(s): Scott Kidson |

#### Final
| 16 de diciembre de 2011 | Catar                                    | 3 – 2 (t. s.) | Kuwait                          | Al-Qadsia SC Futsal Stadium, Kuwait City                 |                                                          |
|                         | Mohssein 3' · Raja 32' · Rodriguinho 46' | [http://www.the-afc.com/en/component/joomleague/?view=report&compID=425&matchId=4596 (enlace roto disponible en Internet Archive; véase el historial, la primera versión y la última). Reporte] | Al-Taweel 9' · Bilal 38' (a.g.) | Asistencia: 1,600 espectadores Árbitro(s): Nurdin Bukuev | Asistencia: 1,600 espectadores Árbitro(s): Nurdin Bukuev |